# Wikariat apostolski San José de Amazonas
Wikariat apostolski San José de Amazonas – wikariat apostolski Kościoła rzymskokatolickiego w Peru, podlegający bezpośrednio Stolicy Apostolskiej. Został erygowany w 1945 roku jako prefektura apostolska, zaś w 1955 uzyskał obecny status wikariatu. Wszyscy dotychczasowi prefekci i wikariusze apostolscy byli członkami zakonu franciszkanów. 

## Ordynariusze
- José Damase Laberge OFM, 1946 - 1968
- Lorenzo Rodolfo Guibord Lévesque OFM, 1969 - 1998
- Alberto Campos Hernández OFM, 1998 - 2011
- vacant, 2011-2014
  - Miguel Olaortúa Laspra OSA, (administrator apostolski)
- José Javier Travieso Martín CMF, od 2014